# O Sentido da Vida (álbum)
O Sentido da Vida é o segundo álbum de estúdio da banda de rock cristão Stauros, lançado pela gravadora Gospel Records em 1997.
Neste segundo álbum, a banda trouxe um Heavy metal com tendências progressivas, o que deixou este trabalho mais pesado e mais rápido do que o anterior, além de ser o primeiro com Celso de Freyn nos vocais. Em 2018, foi considerado o 59º melhor álbum da década de 1990, de acordo com lista publicada pelo Super Gospel.
Em fevereiro de 2014, a banda iniciou uma campanha na internet para liberação da matriz do disco O Sentido da Vida pela gravadora Gospel Records, uma vez que a mesma já havia falido e o cd se encontra fora do mercado fonográfico há mais de uma década.

## Faixas
1. A Guerra Final
2. Multidão
3. Portais Eternos
4. Viagem pro Céu
5. Novo Dia
6. Pacto com Deus
7. Toda Dor
8. The Moment (instrumental)
9. Preço da Liberdade
10. Eternal Fountain
11. Via Escarlate

## Ficha técnica
- Celso de Freyn - vocal
- Renatinho - guitarra
- Alessandro L. - guitarra
- Venâncio - baixo
- Alê - bateria